# کانکن، شیلی
کانکن، شیلی (به اسپانیایی: Concón) یک سکونتگاه مسکونی در شیلی است که در استان والپارایزو واقع شده‌است.

## خصوصیات
کانکن ۷۶٫۰ کیلومترمربع مساحت و ۳۷٬۱۶۹ نفر جمعیت دارد و ۲۷ متر بالاتر از سطح دریا واقع شده‌است.